# Ta'izz
Ta'izz (eller Taiz) er en by i det sydlige Yemen med 615.000 (2014) indbyggere. Byens primære indtægtskilde er produktion af kaffe.
Ta'izz er hovedstad i et governorat af samme navn.